# Grå sångsmyg
Grå sångsmyg (Gerygone igata) är en fågel i familjen taggnäbbar inom ordningen tättingar.

## Utbredning och systematik
Fågeln förekommer på Nya Zeeland och intilliggande öar. Den behandlas som monotypisk, det vill säga att den inte delas in i några underarter. Vissa inkluderar norfolksångsmyg samt den utdöda lordhowesångsmygen i arten.

## Status
Arten har ett stort utbredningsområde och beståndet anses vara stabilt. Internationella naturvårdsunionen IUCN listar den därför som livskraftig (LC).

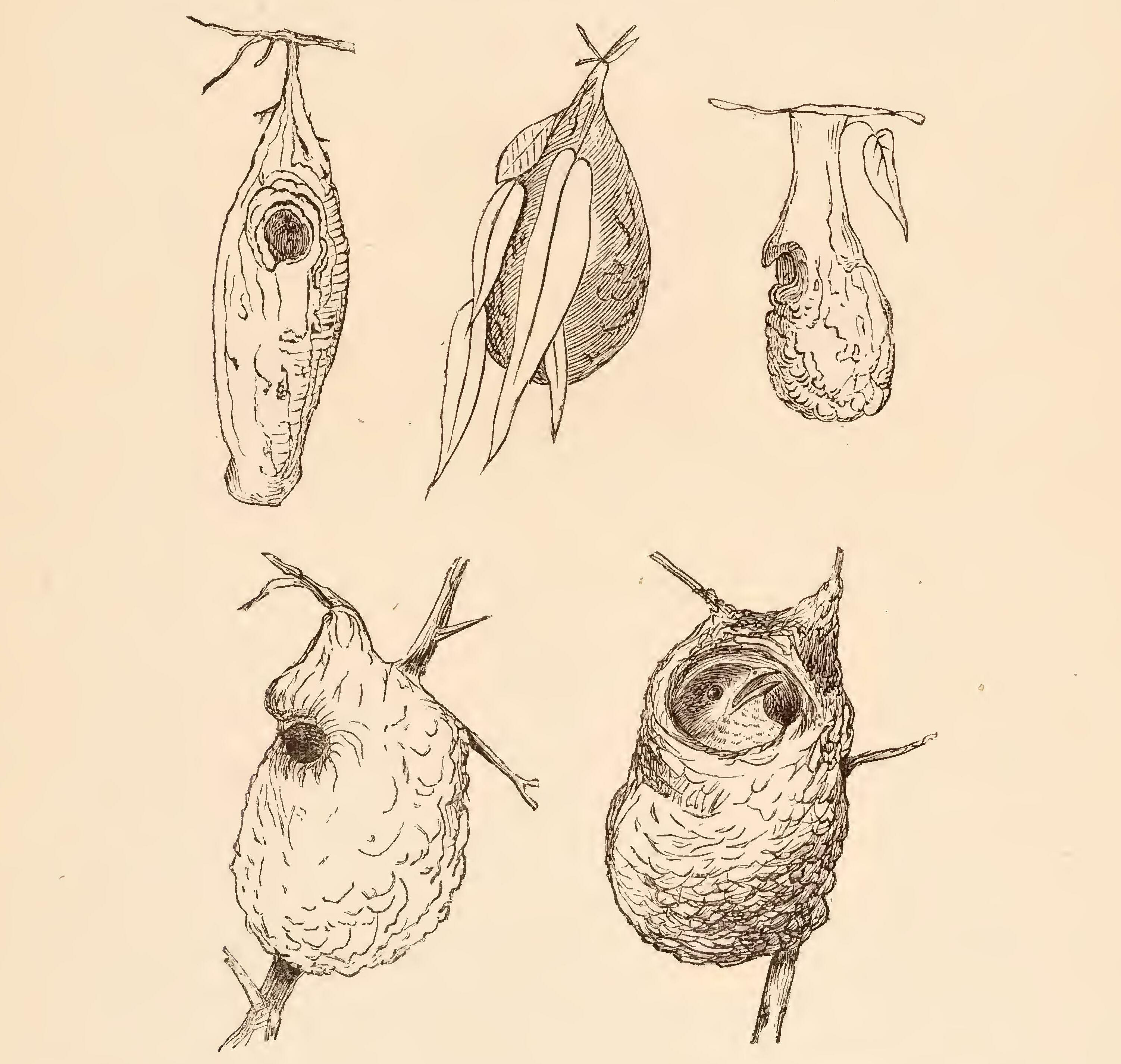
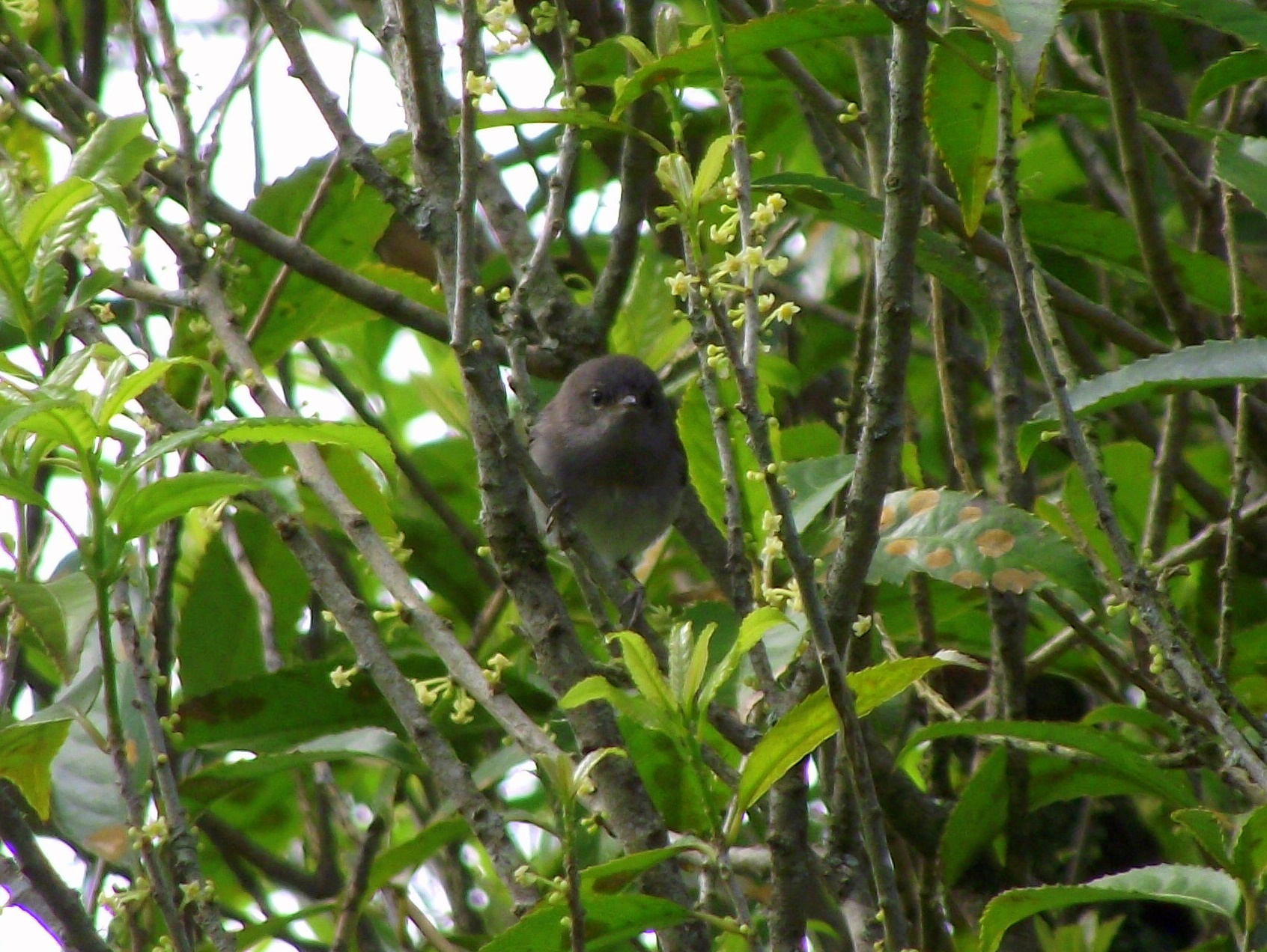